# 碘化氰
碘化氰是一种无机化合物，化学式为ICN。这是由拟卤素氰和碘形成的化合物。它是有毒的白色挥发性晶体，与水缓慢反应生成氰化氢。它于1824年由法国化学家Georges-Simon Serullas首次制备。

## 制备
碘化氰可以通过在冰水中混合I2和氰化物（通常是氰化钠）来制备。这种物质可以用乙醚来萃取。
I2 + CN- → I- + ICN

## 反应
在酸催化下，碘化氰会自发聚合。碘化氰在150 °C（423 K）下分解成碘和氰。它和过量的硝酸氯在−70 °C（203 K）下反应，生成[ICN]2+([NO3]-)2。在溶液中，碘化氰能和氰离子反应，生成[I(CN)2]-离子。

## 应用
由于其毒性，碘化氰可用于剥制术中的防腐剂。

## 危害
碘化氰在吸入或摄入时有毒，如果通过皮肤吞咽或吸收，可能会致命。 碘化氰可能导致抽搐、瘫痪和呼吸衰竭而死亡。碘化氰是一种强烈的刺激物，如果接触，可能会对眼睛和皮肤造成灼伤。 如果加热碘化氰至分解，它会释放有毒的氮氧化物，氰化物和碘化物气体。碘化氰还会和酸、碱、胺和醇。碘化氰会和水或二氧化碳反应，形成氢氰酸。

## 延伸阅读
- Langlois M. . Comp Rendus. 1860, 51: 29  [2011-05-27]. （原始内容存档于2016-02-08）.
- Langlois M. . Annalen der Chemie und Pharmacie. 1860, 116 (3): 288. doi:10.1002/jlac.18601160303.